# Route nationale 521b
La route nationale 521b ou RN 521b était une route nationale française reliant Yenne à Saint-Genix-sur-Guiers.
À la suite de la réforme de 1972, elle a été renommée RN 504 et RN 516. En 2006, ces routes ont été déclassées en RD 1504 et RD 1516.

## Ancien tracé
- Yenne D 1504
- La Balme D 1516
- Champagneux
- Saint-Genix-sur-Guiers